# Aconitum secundiflorum
Aconitum secundiflorum är en ranunkelväxtart som beskrevs av Wen Tsai Wang. Aconitum secundiflorum ingår i släktet stormhattar, och familjen ranunkelväxter. Inga underarter finns listade i Catalogue of Life.